# Iinoya-gū
L'Iinoya-gū (井伊谷宮) est un sanctuaire shinto situé à Hamamatsu dans la préfecture de Shizuoka au Japon. Il a été fondé en 1872 et son principal festival se déroule tous les 22 septembre.
C'est l'un des quinze sanctuaires de la restauration de Kenmu consacrés, entre autres, au prince Munenaga. Il était anciennement classé sanctuaire impérial de second rang (官幣中社), kanpei-chūsha) dans le système moderne de classement des sanctuaires shinto.

## Source de la traduction
- (en) Cet article est partiellement ou en totalité issu de l’article de Wikipédia en anglais intitulé « Iinoya-gū » (voir la liste des auteurs).